# Suntory PepsiCo Việt Nam
Suntory PepsiCo Việt Nam (tên tiếng Anh: Suntory PepsiCo Vietnam Beverage Company) là một công ty nước giải khát tại Việt Nam.
Suntory PepsiCo Việt Nam được thành lập vào tháng 4 năm 2013, là liên doanh giữa PepsiCo Việt Nam và tập đoàn nước giải khát Suntory Holdings Limited.
Chính thức gia nhập vào thị trường Việt Nam vào năm 1995, thông qua hình thức liên minh chiến lược và có tên gọi chính thức là Suntory Pepsico, trải qua gần 25 năm hình thành và phát triển, đến nay Pepsi đã trở thành một trong số những thương hiệu dẫn đầu thị trường công nghiệp nước giải khát.

## Lịch sử
24/12/1991 – Công ty Nước giải khát Quốc tế (IBC) được thành lập do liên doanh giữa SP. Co và Marcondray - Singapore với tỷ lệ vốn góp 50% - 50%.
1992 – Xây dựng và khánh thành nhà máy Hóc Môn
1994 – PepsiCo chính thức gia nhập thị trường Việt Nam khi liên doanh với công ty Nước giải khát Quốc tế IBC cùng với sự ra đời của hai sản phẩm đầu tiên là Pepsi và 7 Up từ những ngày đầu khi Mỹ bỏ cấm vận với Việt Nam năm 1994.
1998 - 1999 – Thời điểm này cũng là lúc cấu trúc về vốn được thay đổi với sở hữu 100% thuộc về PepsiCo.
2003 – Công ty được đổi tên thành Công ty Nước Giải khát Quốc tế PepsiCo Việt Nam.
2004 – thông qua việc mua bán, sáp nhập nhà máy Điện Bàn, công ty mở rộng sản xuất và kinh doanh tại Quảng Nam.
2005 – Chính thức trở thành một trong những công ty về nước giải khát lớn nhất Việt Nam.
2008-2009, sau khi khánh thành thêm nhà máy thực phẩm ở Bình Dương, (sau này đã tách riêng thành Công ty Thực phẩm Pepsico Việt Nam), công ty mở rộng thêm vùng nguyên liệu tại Lâm Đồng.
2010 – đánh dấu một cột mốc quan trọng đối với PepsiCo Việt Nam thông qua việc PepsiCo tuyên bố tiếp tục đầu tư vào Việt Nam 250 triệu USD cho ba năm tiếp theo. 2/2010, nhà máy mới tại Cần Thơ chính thức đi vào hoạt động.
2012 – trong năm này xảy ra sự kiện mua bán sáp nhập nhà máy San Miguel tại Đồng Nai vào tháng 3 năm 2012 và nhà máy PepsiCo có quy mô lớn nhất khu vực Đông Nam Á đã được khánh thành tại Bắc Ninh vào tháng 10 năm 2012.
4/2013 – liên minh nước giải khát chiến lược Suntory PepsiCo Việt Nam đã được thành lập giữa Suntory Holdings Limited và PepsiCo, Inc. trong đó Suntory chiếm 51% và PepsiCo chiếm 49%.

## Sản phẩm

#### Nước uống có ga
- Thương hiệu Pepsi: Pepsi Cola, Pepsi Không Calo, Pepsi Không Calo Vị Chanh
- 7Up
- Mirinda: Cam, Xá Xị, Soda Kem
- Mountain Dew

#### Nước uống tăng lực
- Sting: Hương Nhân Sâm, Hương Dâu Tây Đỏ

#### Trà
- Lipton: Trà xanh vị chanh mật ong, Trà đen vị chanh
- Tea+ Plus: Trà Ô Long, Trà Ô Long vị chanh, Trà Ô Long không đường, Trà Ô Long Xanh

#### Nước uống đóng chai
- Aquafina: Aquafina nước tinh khiết, Aquafina Soda
- Revive: Vị Nguyên bản, Vị Chanh muối
- Good Mood: Vị Sữa chua, Vị Dâu

#### Nước trái cây
- Tropicana Twister

#### Nước giải khát vị lúa mạch
- All-Free

#### Cà phê
- BOSS Cafe

## Giải thưởng
- SPVB Nhà Máy Đồng Nai nhận được giấy khen của giám đốc sở cảnh sát phòng cháy và chữa cháy tỉnh Đồng Nai
- SPVB nhận bằng khen nhân dịp lễ kỉ niệm 15 năm thành lập Ban quản lý các khu công nghiệp Bắc Ninh (BIZA)

## Scandal

### 2016
- Tháng 1/2016 anh Trương Đinh Chính, trú tại trú tại khu Chu Mẫu, phường Vân Dương, thành phố Bắc Ninh, tỉnh Bắc Ninh đã phát hiện vật thể lạ trong chai Sting dâu mà anh đã mua về.
- Tháng 1/2016, Trà Ô Long TEA+ Plus bị một số tờ báo phản ánh dùng nguyên liệu Trung Quốc. Sau đó, công ty này lên tiếng khẳng định đảm bảo chất lượng Nhật Bản vì sản phẩm của công ty ngoài việc phải tuân thủ theo yêu cầu vệ sinh an toàn thực phẩm của nhà nước Việt Nam thì còn phải tuân thủ theo đúng điều kiện và tiêu chuẩn khắt khe của hai tập đoàn mẹ là Suntory (Nhật) và PepsiCo (Mỹ).

### 2015
- Tháng 3/2015  ông Võ Tấn Cọp phát hiện con sâu trong chai Sting ông mua ở tiệm tạp hóa trên đường đi đến núi Bà Đen. Suntory PepsiCo sau đó đã cử đại diện đến gặp, yêu cầu được kiểm tra sản phẩm và giải thích rõ về quy trình sản xuất của công ty cho người tiêu dùng.
- Tháng 10/2015 PepsiCo tại Mỹ thừa nhận đã sử dụng nguồn nước công cộng để sản xuất nước đóng chai Aquafina. Nhưng PepsiCo cũng khẳng định rằng không phải họ lựa chọn nguồn nước bừa bãi mà vẫn áp dụng công nghệ lọc mang tên Hydro-7 để làm sạch nước trước khi đóng chai.

### 2014
- Tháng 7/2014 PepsiCo bị cơ quan chức năng sờ gáy và truy thu 27 tỷ đồng tiền thuế sau hàng loạt nghi vấn trốn thuế từ nhiều năm trước. Tuy nhiên, công ty này luôn đứng trong top 100 doanh nghiệp nộp thuế cao nhất cho nhà nước Việt Nam.

### 2013
- Tháng 3/2013 Báo điện tử VTC News nhận được phản ánh của độc giả là chủ quán cà phê nằm trên địa bàn quận Bình Tân (TP HCM), phản ánh việc anh có mua được vài két nước ngọt đóng chai loại nước cam ép hiệu Tropicana - Twister của hãng Pepsico, trong đó có chai có "vật thể lạ" bên trong.

### 2012
Tháng 10/2012 anh Nguyễn Quang Huy (phường 9, thành phố Vĩnh Long) đã phát hiện chai chai Pepsi loại thủy tinh (dung tích 207ml)  có sợi dây thun màu xanh nổi lềnh bềnh bên trong.

### 2011
- Tháng 7/2011 anh Trần Cao N. gọi điện tới đường dây nóng của báo điện tử Giáo dục Việt Nam phản ánh trong tay anh cũng đang sở hữu một chai nước tinh khiết Aquafina có chứa "dị vật’.

### 2010
- Tháng 8/2010  chị Trần Thị Loan (11 Cao Bá Quát – Hà Nội), gọi điện đến đường dây nóng của VTC News phản ánh, chị vừa uống phải lon nước Twister có hiện tượng đóng cặn và có cả một vật thể bầy nhầy màu đen...